# Anita Reeves
Anita Reeves (Dublino, 24 giugno 1948 – Dublino, 7 luglio 2016) è stata un'attrice irlandese, attiva in campo teatrale, televisivo e cinematografico.

## Biografia
È nota soprattutto come attrice teatrale a Dublino, Londra e negli Stati Uniti. Tra le sue apparizioni teatrali più apprezzate ci sono quelle in Ballando a Lughnasa (Londra, 1990), per cui è stata candidata al Laurence Olivier Award alla miglior attrice non protagonista, The Cripple of Inishmaan (Londra, 1996) e i musical Les Misérables (Dublino, 1993) e Sweeney Todd: The Demon Barber of Fleet Street (Dublino, 2007).
Dopo il primo, breve matrimonio con Barry McGovern, Reeves ha avuto una lunga relazione con il produttore esecutivo Julian Erskine, iniziata nel 1972. La coppia ha avuto due figli insieme, prima di sposarsi nel 2000. Reeves ed Erskine sono rimasti insieme fino alla morte della donna, avvenuta nel 2016 dopo una breve battaglia contro il cancro.

## Filmografia parziale
- Angel, regia di Neil Jordan (1982)
- Un amore, forse due (The Miracle), regia di Neil Jordan (1991)
- Tir-na-nog - È vietato portare cavalli in città (Into the West), regia di Mike Newell (1992)
- The Butcher Boy, regia di Neil Jordan (1997)
- Adam & Paul, regia di Lenny Abrahamson (2004)
- Affetti & dispetti (La nana), regia di Sebastián Silva (2009)

## Doppiatrici italiane
- Carmen Onorati in Affetti & Dispetti